# Amphinemura scierotica
Amphinemura scierotica är en bäcksländeart som beskrevs av Du och Zhou 2007. Amphinemura scierotica ingår i släktet Amphinemura och familjen kryssbäcksländor. Inga underarter finns listade i Catalogue of Life.